# Klinikverbund Hessen
Im Klinikverbund Hessen e.V. haben sich hessische Krankenhäuser in öffentlich-rechtlicher Trägerschaft und die hessischen Spitzenverbände der Trägerorganisationen (der Hessische Landkreistag, der Hessische Städtetag und der Hessische Städte- und Gemeindebund) zu einem Bündnis zusammengeschlossen. Als Interessensvertretung der öffentlich-rechtlichen Krankenhäuser setzt sich der Klinikverbund für eine gerechte und zukunftssichere Finanzierung der Krankenversorgung, den transparenten Nachweis und die kontinuierliche Verbesserung von Patientensicherheit, Qualität und Wirtschaftlichkeit und den Erhalt und Ausbau der Gesundheitseinrichtungen in öffentlich-rechtlicher Trägerschaft ein.
Als Verein bündelt er die Bedürfnisse seiner Mitgliedshäuser in ein gemeinsames Engagement. Somit sollen Anliegen und Positionen des Verbundes besser fokussiert, konzertiert und kommuniziert werden. Der Klinikverbund setzt sich für eine wirksame Wahrnehmung der öffentlich-rechtlichen Krankenhäuser in Politik und Öffentlichkeit ein. Neben dieser Tätigkeit werden innerhalb des Verbundes über seine Geschäftsstelle qualitativ hochwertige Bildungsangebote und der Austausch in Fachgruppen und Arbeitskreisen angeboten, um den einzelnen Mitgliedshäusern Wissenstransfer und Expertise-Austausch bereitzustellen.

## Hintergrund
Rund 150 Krankenhäuser teilen sich in Hessen die Aufgabe der stationären Krankenversorgung. Mit über 50 Standorten leisten hierbei die Krankenhäuser in öffentlich-rechtlicher Trägerschaft einen bedeutenden Beitrag. Sie versorgen pro Jahr etwa 700.000 Patienten und damit ca. 50 % aller hessischen stationären Fälle. Sowohl in ländlichen Regionen als auch in den hessischen Metropolen stellen die öffentlich-rechtlichen Krankenhäuser Akutkrankenhäuser mit 24-Stunden-Notfallversorgung und Fachkliniken für spezielle Krankheitsversorgungen zur Verfügung. Viele dieser Krankenhäuser bieten eine umfassende Gesundheits- und Krankenversorgung mit ergänzenden Angeboten wie Medizinischen Versorgungszentren, ambulanten Pflegediensten, Physiotherapiepraxen, Seniorennotruf, Essen auf Rädern, Seniorenwohnen und Pflegeeinrichtungen.

## Daseinsvorsorge in öffentlicher Hand
Die Krankenhausversorgung ist Teil der staatlichen Daseinsvorsorge. In Deutschland liegt die Verantwortung für eine bürgernahe, flächendeckende stationäre Versorgung bei den Ländern und Gemeinden. Die kreisfreien Städte und Landkreise sind verpflichtet, eine bedarfsnotwenige Versorgung mit Krankenhausleistungen vorzuhalten. Krankenhäuser in öffentlich-rechtlicher Trägerschaft zeichnen sich dabei als Leistungsträger besonders aus.

## Mitglieder

### Hessische Spitzenverbände
- Hessischer Landkreistag
- Hessischer Städtetag
- Hessischer Städte- und Gemeindebund

### Krankenhausgesellschaften in öffentlich-rechtlicher Trägerschaft
- Gesundheit Nordhessen Holding  AG
- Gesundheitszentrum Odenwaldkreis GmbH
- Gesundheitszentrum Wetterau gGmbH
- Gesundheitsholding Werra-Meißner GmbH
- GPR Gesundheits- und Pflegezentrum Rüsselsheim gGmbH
- Hochtaunus-Kliniken gGmbH
- Kerckhoff Klinik GmbH
- Kliniken des Main-Taunus-Kreises GmbH
- Klinikum Darmstadt GmbH
- Klinikum Frankfurt Höchst GmbH
- Klinikum Fulda gAG
- Klinikum Hanau GmbH
- Klinikum Bad Hersfeld GmbH
- Kreisklinik Groß-Gerau GmbH
- Kreiskliniken Darmstadt-Dieburg
- Kreiskrankenhaus Frankenberg GmbH
- Kreiskrankenhaus Weilburg gGmbH
- Kreiskrankenhaus Bergstraße gGmbH
- Kreiskrankenhaus des Vogelsbergkreises in Alsfeld GmbH
- Lahn-Dill-Kliniken GmbH
- Main-Kinzig-Kliniken GmbH
- Stadtkrankenhaus Korbach gGmbH
- Stiftung Hospital zum heiligen Geist
- Universitätsklinikum Frankfurt
- Vitos GmbH